# Oxydation de Corey-Kim
Pour les articles homonymes, voir Corey et Kim.
L'oxydation de Corey-Kim est une réaction d'oxydation organique utilisée pour la préparation des aldéhydes et des cétones à partir des alcools primaires et secondaires,,,,.
Elle est nommée d'après le chimiste américain Elias James Corey et le chimiste coréen-américain Choung Un Kim.
Même si cette réaction possède l'avantage certain de pouvoir se dérouler à −25 °C contre -30 à −78 °C selon les cas pour l'oxydation de Swern, elle n'est pas employée de façon courante car elle utilise le sulfure de diméthyle (DMS), un liquide toxique, volatil et sentant particulièrement mauvais.